# جورجو آرلوریو
جورجو آرلوریو (ایتالیایی: Giorgio Arlorio؛ ‏ ۲۷ فوریهٔ ۱۹۲۹ – ۲۵ ژوئیهٔ ۲۰۱۹) کارگردان فیلم اهل ایتالیا بود. وی بین سال‌های ۱۹۵۱ تا ۲۰۱۱ میلادی فعالیت می‌کرد.
از فیلم‌هایی که وی در آن‌ها نقش داشته‌است، می‌توان به ایزدمار، پیکان طلایی، سرباز حرفه‌ای، کوئیمادا، زورو، مشکل پردردسر و روزی جرم اشاره نمود.